# Eleccions legislatives austríaques de 1971

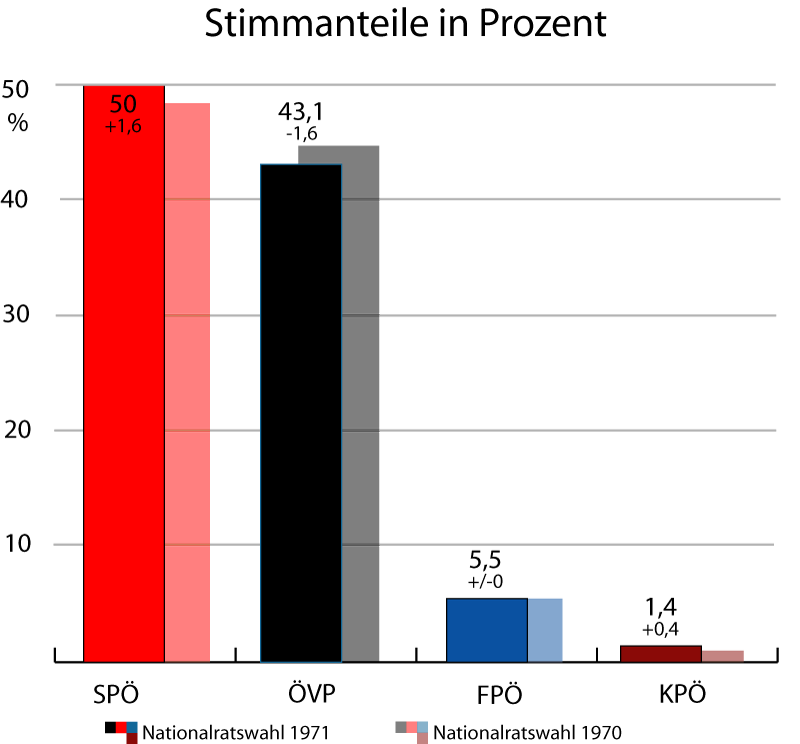
Resultats de les eleccions.

Les eleccions legislatives del 1971 a Àustria, al Consell Nacional van ser el 10 d'octubre de 1971. Prèviament s'augmentà el nombre de diputats elegibles de 165 a 183. Els socialdemòcrates foren la força més votada i Bruno Kreisky fou nomenat canceller en un govern de majoria absoluta. La participació electoral va ser del 92,4%.

## Resultats
Resum dels resultats electorals de 10 d'octubre de 1971 al Consell Nacional d'Àustria
| Partits                    | Partits                                                                   | Vots      | +/- | %     | +/-  | Escons | +/- |
| -------------------------- | ------------------------------------------------------------------------- | --------- | --- | ----- | ---- | ------ | --- |
|                            | Partit Socialdemòcrata d'Àustria (Sozialdemokratische Partei Österreichs) | 2.280.168 |     | 50,0  | +1,6 | 93     | +12 |
|                            | Partit Popular d'Àustria (Österreichische Volkspartei)                    | 1.964.713 |     | 43,1  | -1,6 | 80     | +2  |
|                            | Partit Liberal d'Àustria (Freiheitliche Partei Österreichs)               | 248.473   |     | 5,5   | =    | 10     | +4  |
|                            | Partit Comunista d'Àustria (Kommunistische Partei Österreichs)            | 61.762    |     | 1,4   | +0,4 | —      | ±0  |
|                            | Offensiv Links (OL)                                                       | 1.874     |     | 0,1   | =    | -      | -   |
|                            | Total (participació 91,42%)                                               | 4.556.782 |     | 100.0 |      | 183    | +18 |
| Font: Siemens Austria, BMI |                                                                           |           |     |       |      |        |     |